# Никаллс, Гай
Гай Никаллс (англ. Guy Nickalls; 13 ноября 1866, Саттон — 8 июля 1935, Лидс) — британский гребец, чемпион летних Олимпийских игр 1908.
На Играх 1908 в Лондоне Никаллс входил в первый экипаж восьмёрок Великобритании. Его команда, обыграв Венгрию, Канаду и Бельгию, стала лучшей и выиграла золотые медали.